# Thalera tangens
Thalera tangens là một loài bướm đêm trong họ Geometridae.